# Cirrochroa olivacea
Cirrochroa olivacea är en fjärilsart som beskrevs av Nicéville 1886. Cirrochroa olivacea ingår i släktet Cirrochroa och familjen praktfjärilar. Inga underarter finns listade i Catalogue of Life.